# Kōrikoppu
Kōrikoppu (氷コップ) (ja) là loại gốm thủy tinh chuyên dụng được sử dụng chủ yếu dành cho món Kakigōri (かき氷, đá bào kiểu Nhật) trước Thế chiến thứ hai ở Nhật Bản.

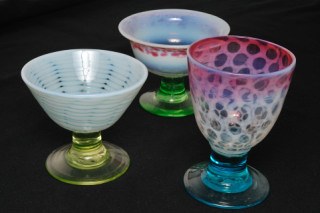
Kōrikoppu

Kōrikoppu ban đầu có thể được tìm thấy vào cuối thời kỳ Minh Trị (1868–1912), và các mẫu họa tiết riêng lẻ đều dùng đến kỹ thuật aburidashi (giúp làm ra tác phẩm thủy tinh mà các họa tiết xuất hiện trên bề mặt do chênh lệch nhiệt độ) đã được phát triển cho đến đầu thời kỳ Shōwa (1926–1989).